# Владі (репер)
Владі (справжнє ім'я — Владислав Валерійович Лешкевич, рос. Владисла́в Вале́рьевич Лешке́вич, нар. 17 грудня 1978, Ростов-на-Дону, СРСР) — російський репер, глава лейблу Respect Production, учасник групи «Каста».

## Біографія
Народився 17 грудня 1978 року у місті Ростов-на-Дону. У 16 років Владі закінчив музичну школу за класом гітари. Незабаром став учасником реп-колективу 2XL, до якого також входили Дас (який потім стане учасником гурту «Пісочні люди»), Сота та Там-Там. У складі цієї групи він записав два треки — «Вбивця» і «Щаз як Стрибну», останній увійшов до десятки популярних треків у Ростові на Радіо-103. Пізніше Владі залишив 2XL через конфлікт з іншими учасниками групи і разом із репером Тіданом (пізніше до них приєднався Шим, а потім Баста Хрю) створив групу «Психолірик», яка стала ядром нового об'єднання ростовських реперів — Об'єднаної Касти. У цей період він не лише читав реп, а й робив композиції у стилі джангл.
В 1999 вийшов перший альбом Об'єднаної Касти, записаний і спродюсований на домашній студії Владі «Трёхмерные рифмы». Наступного року Каста підписала договір з музичним лейблом «Парадокс-Мьюзік», тоді вийшов другий альбом «В полном действии», також спродюсований Влади.
10 березня 2015 року виходить третій альбом Владі «Несусветное», спродюсований ним у співпраці з музикантом Sasha JF. Несусветное більше тижня провів на першому місці російського iTunes.
24 березня 2018 року Владислав знявся у фільмі «Piter by КАСТА».
У лютому 2022 виступив проти вторгнення Росії в Україну. У грудні Владі випустив антивоєнний альбом під назвою «Длится февраль». Музичний сервіс VK Music від соціальної мережі «VK» не став робити промо для нового альбому.

## Дискографія

### Сольні альбоми
- 2002 — «Что нам делать в Греции?»
- 2012 — «Ясно!»
- 2015 — «Несусветное»
- 2019 — «Другое слово»
- 2022 — «Длится февраль»